# Lunokhod

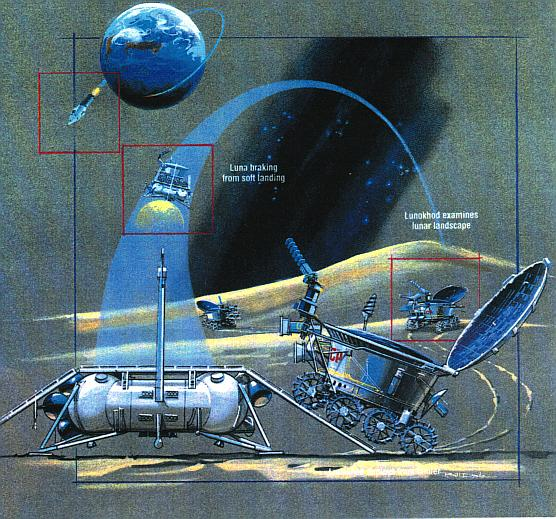
Sơ đồ sứ mệnh Lunokhod

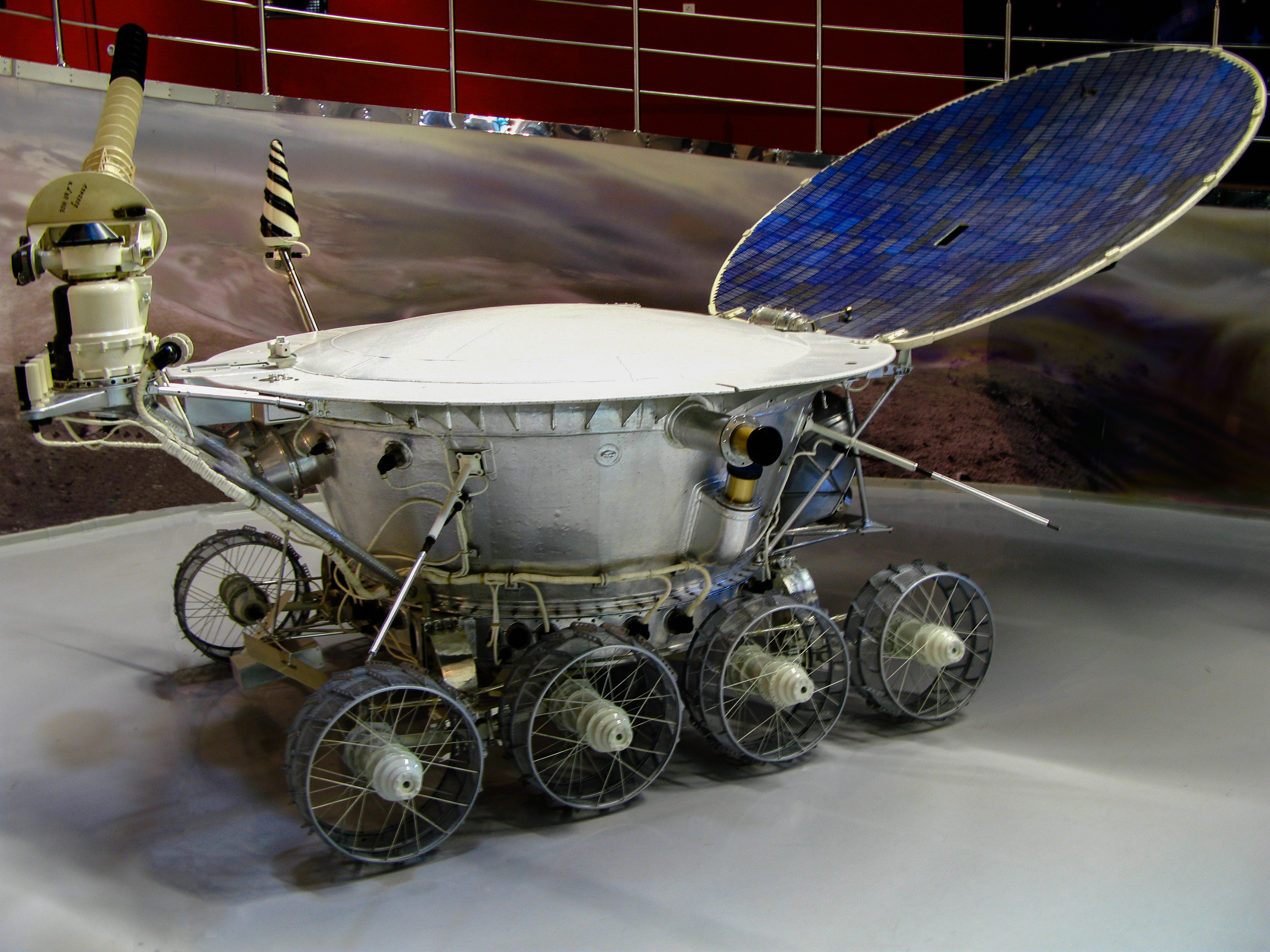
Xe tự hành Mặt trăng của Liên Xô

Lunokhod (tiếng Nga: Луноход, IPA: [lʊnɐˈxot], "Moonwalker") là một dòng robot mặt trăng tự hành của Liên Xô được thiết kế để hạ cánh lên Mặt Trăng từ năm 1969 đến năm 1977. Lunokhod 1 là robot tự hành đầu tiên của loài người đã hạ cánh xuống bề mặt một thiên thể ngoài Trái đất.
Năm 1969 Lunokhod 1A (Lunokhod 0, Lunokhod No. 201) đã bị phá hủy sau khi phóng tên lửa đẩy thất bại, năm 1970 Lunokhod 1 và Lunokhod 2 đã hạ cánh thành công xuống bề mặt Mặt trăng, Lunokhod 3 (Lunokhod No. 205, planned for 1977) không được phóng lên quỹ đạo. Chương trình Lunokhod đã được tiến hành trong cùng thời điểm với chương trình Zond và chương trình Luna.
Những tàu tự hành Lunokhod được thiết kế chủ yếu phục vụ cho tham vọng đưa người lên Mặt trăng của Liên Xô trong cuộc chạy đua lên Mặt trăng. Tuy nhiên, nó được sử dụng như là robots điều khiển từ xa cho việc thám hiểm bề mặt của Mặt trăng và chụp ảnh lại do Liên Xô đã hủy bỏ chương trình đưa tàu có người lái đổ bộ lên Mặt trăng vì người Mỹ đổ bộ thành công lên Mặt trăng trong sứ mệnh Apollo trước đó.
Robot tự hành Lunokhod được đưa đến Mặt trăng bởi tàu vũ trụ Luna được phóng lên vũ trụ bằng tên lửa đẩy Proton-K, module hạ cánh đưa Lunokhod hạ cánh xuống Mặt trăng của tàu Luna giống với module có nhiệm vũ lấy mẫu đất đá Mặt trăng và quay trở lại tàu. Robot Lunokhod được thiết kế bởi Alexander Kemurdzhian tại Viện thiết kế Lavochkin.
Năm 1997, Mars Pathfinder là robot tự hành điều khiển từ xa thứ hai được đưa lên một thiên thể khác ngoài Trái đất. Năm 2010, gần bốn mươi năm sau khi Lunokhod 1 ngừng truyền tín hiệu về Trái đất, vệ tinh thăm dò Mặt trăng từ quỹ đạo LRO của NASA đã chụp được ảnh đường di chuyển của nó và vị trí cuối cùng nơi nó ngừng hoạt động.

## Phát triển

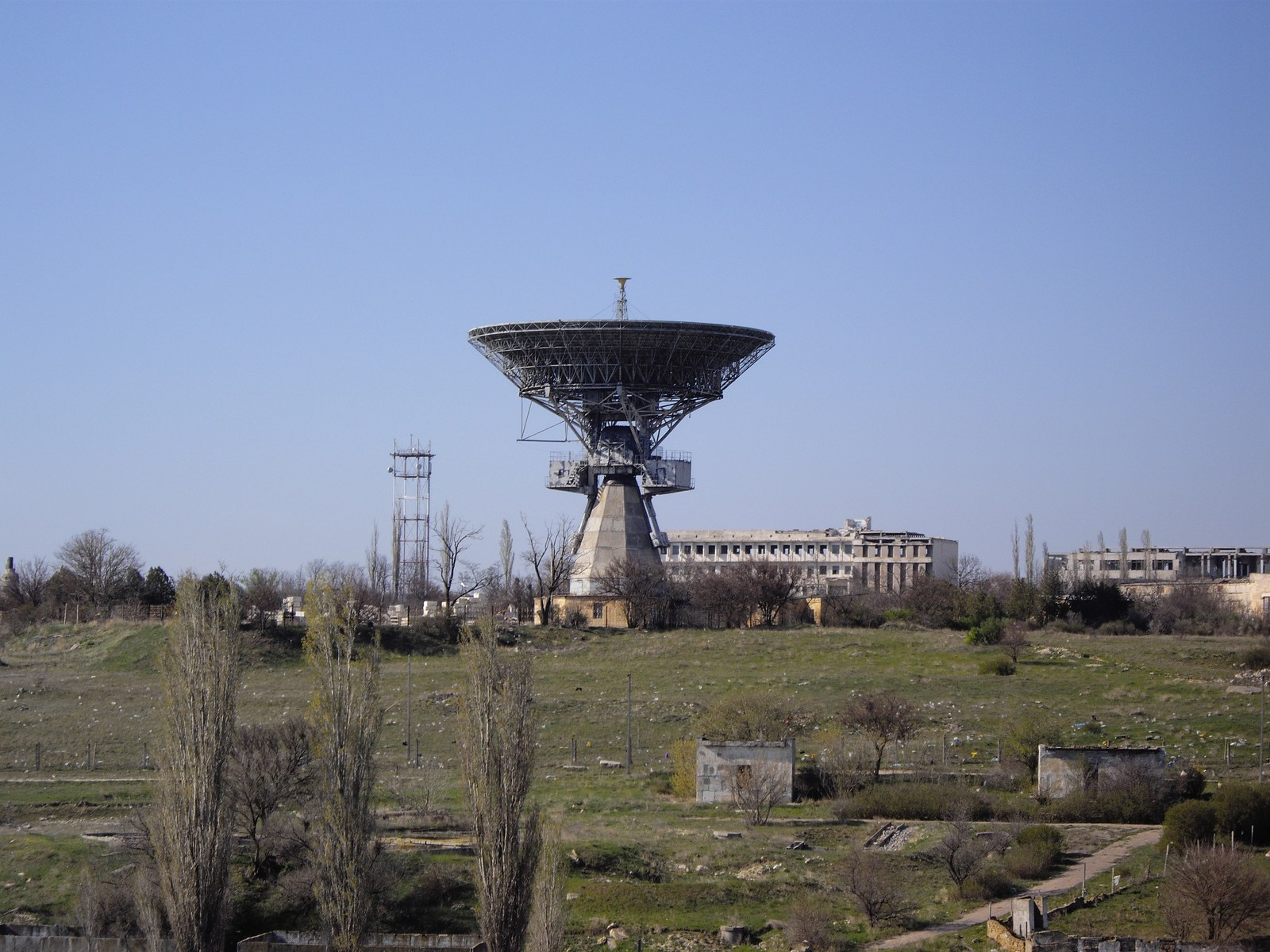
Đĩa anten Parabol TNA-400 và NIP-10 bỏ hoang

Nhiệm vụ ban đầu của Lunokhod là dự phòng cho sứ mệnh phóng tàu vũ trụ L3 đưa người lên Mặt trăng và sau đó là sứ mệnh xây dựng trạm vũ trụ Mặt trăng Zvezda.
Vì lí do an toàn, nhiều tuần trước khi phóng tàu vũ trụ có người lái đưa người lên Mặt trăng bằng tàu đổ bộ LK, người ta đã phóng tàu đổ bộ LK-R từ tàu thám hiểm Mặt trăng L3 và hai robot tự hành Lunokhod sẽ được đưa lên Mặt trăng để thám hiểm sơ bộ bề mặt Mặt trăng ở khu vực xung quanh nơi tàu đổ bộ LK-R và LK dự kiến đổ bộ, phát sóng radio để các tàu LK-R và LK có thể hạ cánh chính xác xuống bề mặt Mặt trăng. Nếu như tầu đổ bộ (LK hoặc Lunokhod) bị hỏng, LK-R có thể được sử dụng như một tàu thoát hiểm dự phòng trong trường hợp không thể khởi động và cất cánh từ Mặt trăng. Chúng cũng có thể được sử dụng cho mục đích nghiên cứu bề mặt Mặt trăng. Phiên bản Lunokhod dành cho phi hành đoàn được trang bị thêm một bình khí oxy, vị trí đứng và hệ thống điều khiển bằng tay cho phi hành gia ở phía trước.
Vào giữa năm 1968, tại cơ sở KIP-10 hoặc NIP-10 (КИП-10/НИП-10) tại một địa điểm bí mật ở làng Shkolnoye (ru:Школьное (Крым) - thành phố đóng Simferopol-28), gần Simferopol, người ta đã xây dựng một bãi thử nghiệm rộng một hectare (rộng 120 m dài 70 m) được xây dựng sao cho giống với bề mặt của Mặt trăng. Để xây dựng bãi thử nghiệm người ta sử dụng 3.000 mét khối đất, có cả 54 miệng hố có đường kính 16m và khoảng 160 tảng đá có kích thước khác nhau. Toàn bộ khu vực thử nghiệm được bao bởi tường gạch sơn màu đen và xám. Khu vực thử nghiệm được sử dụng để phân tích các vấn đề gặp phải khi vận hành robot tự hành Lunakhod và huấn luyện cho các phi hành gia điều khiển xe. Thành phố đóng Simferopol-28 cũng đồng thời là căn cứ trung tâm viễn thám/theo dõi lớn nhất của Liên Xô cùng với rất nhiều anten radar. Trung tâm là một trong một mạng lưới gồm 10 cơ sở trang bị thiết bị theo dõi vệ tinh/điều khiển trong khu vực không gian gần lãnh thổ Liên Xô cho mục đích dân sự/quân sự. Ngoài ra, cơ sở viễn thám còn bổ trợ cho tất cả các chương trình Mặt trăng của Liên Xô, cùng với Trung tâm theo dõi không gian sâu Evpatoria.
Đã có ít nhất bốn xe tự hành Lunokhod đã được chế tạo với số serie là 201, 203, 204 và 205.

## Lunokhod 201
Sau nhiều năm thử nghiệm và phát triển, robot tự hành Lunokhod (ký hiệu 8ЕЛ№201) được phóng lên quỹ đạo ngày 19 tháng 2 năm 1969. Vài giây sau khi phóng, tên lửa đẩy đã nổ tung cùng với Lunokhod bên trong. Khả năng mang tải trọng của tên lửa đẩy chỉ được công bố vào năm tiếp theo. Vụ phóng thất bại đã làm giải phóng bức xạ nhiệt, polonium 210, trên một khu vực rộng lớn của Nga.

## Lunokhod 1
Sau khi lần phóng đầu tiên thất bại, các kỹ sư Liên Xô đã ngay lập tức bắt tay vào chế tạo một robot tự hành Mặt trăng mới. Lunokhod 1 (ký hiệu 8ЕЛ№203) là lần đầu tiên trong số hai lần xe tự hành không người lái Lunokhod hạ cánh thành công lên Mặt trăng. Tàu vũ trụ mang theo Lunokhod 1 được đặt tên là Luna 17. Lunokhod 1 là robot tự hành đầu tiên của loài người đã hạ cánh thành công lên bề mặt hành tinh khác.
Luna 17 được phóng lên quỹ đạo vào ngày 10 tháng 11 năm 1970 lúc 14:44:01 UTC. Sau khi đi vào quỹ đạo quanh Trái đất, tầng đầu tiên của Luna 17 kích hoạt tên lửa đẩy, đưa tàu vũ trụ theo quỹ đạo đến Mặt trăng (10/11/1970 lúc 14:54 UTC). Sau hai lần tiến hành điều chỉnh hướng bay (12/11 và 14/11) tàu bắt đầu tiến vào quỹ đạo quanh Mặt trăng vào ngày 15/11/1970 lúc 22:00 UTC.
Tàu vũ trụ hạ cánh xuống khu vực Biển mưa của Mặt trăng ngày 17 tháng 11 năm 1970, lúc 03:47 UTC. Tàu đổ bộ có các đường dốc kép mà từ đó robot tự hành Lunokhod 1, có thể đi xuống bề mặt Mặt trăng. Vào lúc 06:28 UT, xe tự hành di chuyển xuống đường dốc và bắt đầu đi trên bề mặt Mặt trăng.
Để có thể hoạt động trong môi trường chân không, một chất bôi trơn gốc fluor đặc biệt đã được sử dụng cho các bộ phận cơ khí của robot tự hành và các động cơ điện, một trong mỗi trục bánh xe, đều được đặt trong các khoang điều áp.
Vào ban ngày xe tự hành di chuyển thi thoảng dừng để sạc pin bằng các tấm năng lượng mặt trời. Vào ban đêm, nó rơi vào trạng thái nghỉ, cho đến sáng tiếp theo, được giữ chống đóng băng nhờ bộ gia nhiệt có chất đồng vị phóng xạ.

### Mô tả

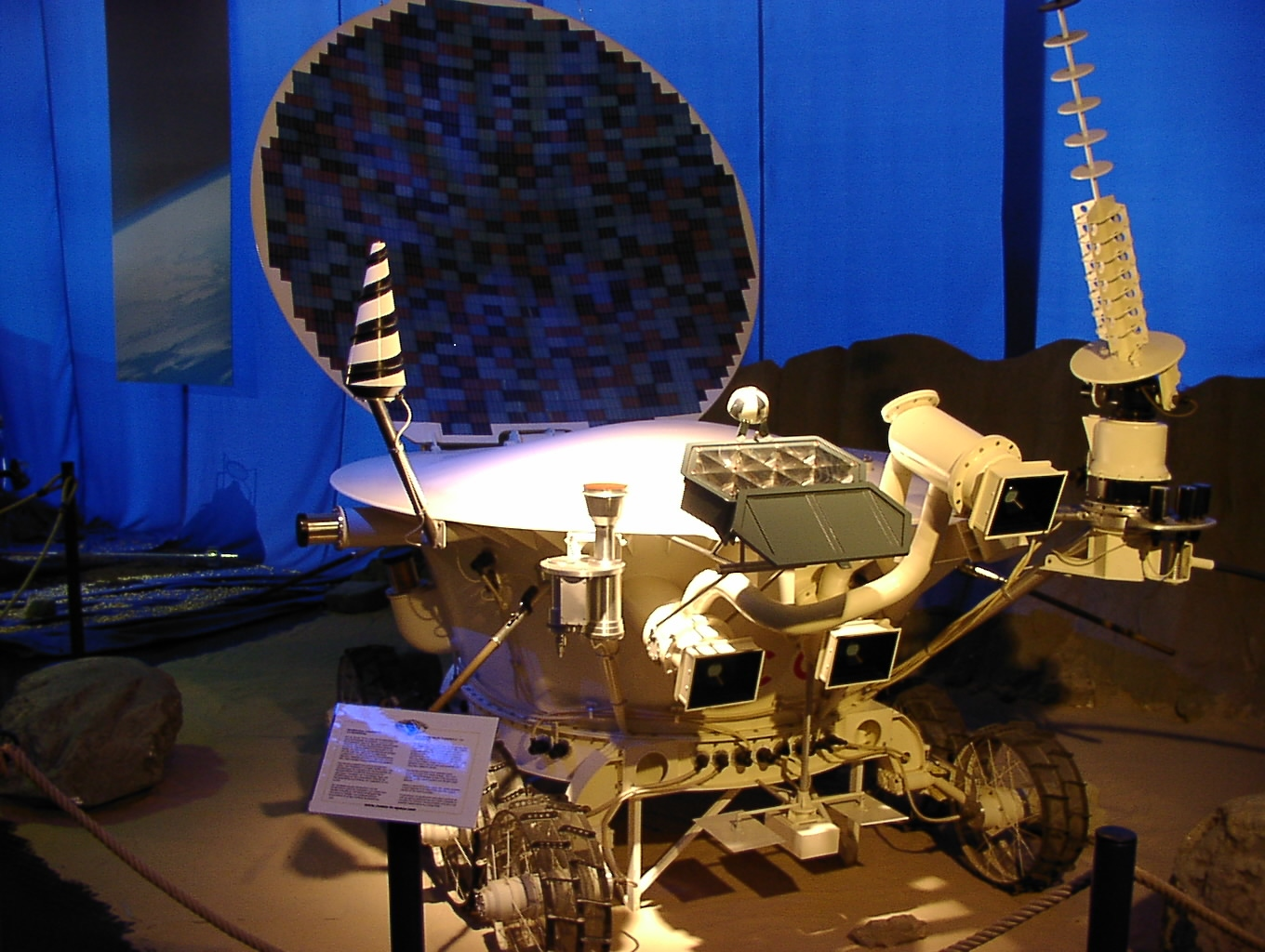
Một phiên bản của Lunokhod

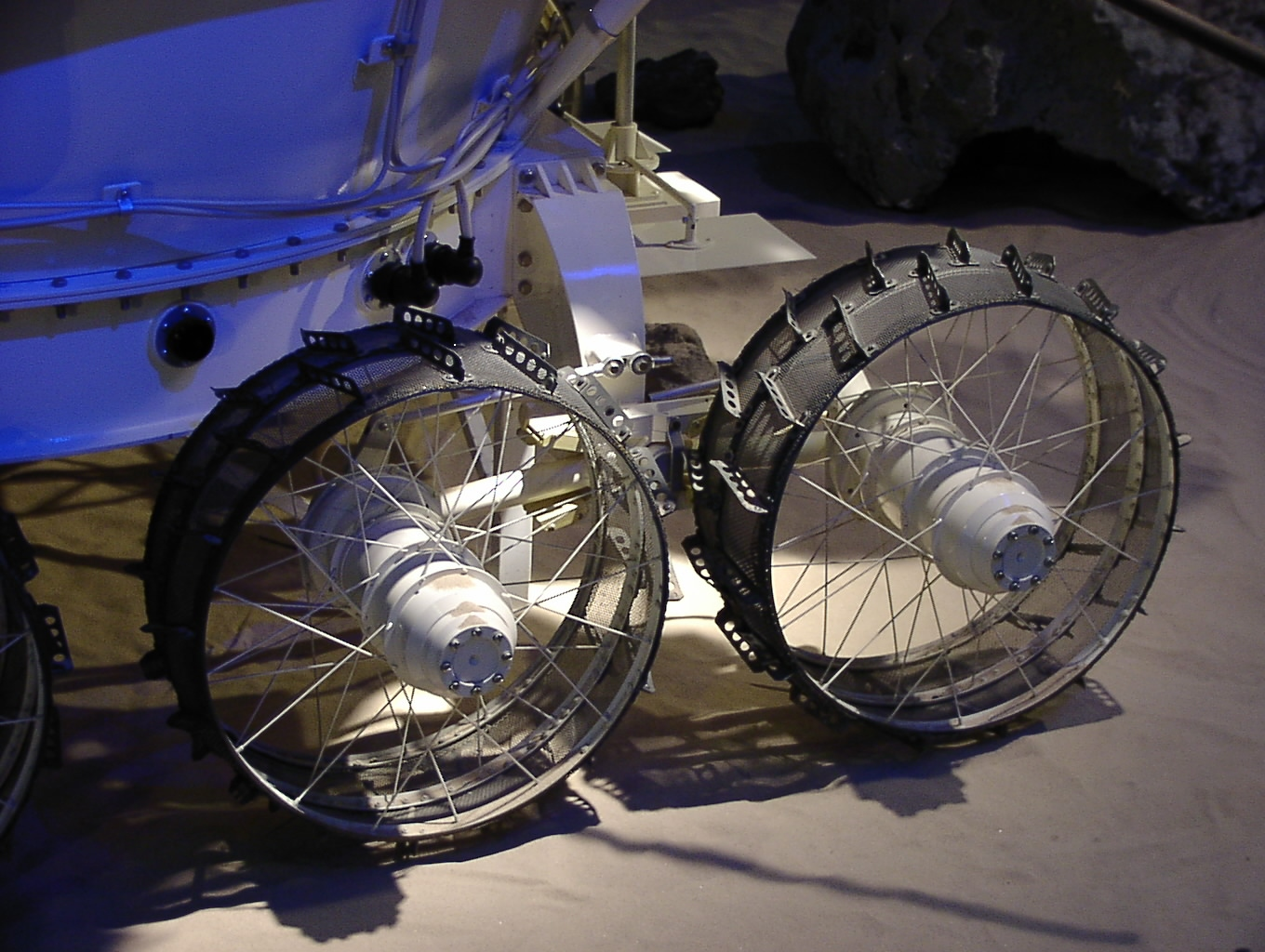
Chi tiết bánh xe tự hành Lunokhod

Lunokhod 1 là xe tự hành Mặt trăng có hình dánh giống một cái bồn với cái nắp lồi lên trên, và tám bánh xe được dẫn động độc lập. Lunokhod 1 dài 2,3 mét. Nó được trang bị một radar hình côn, một anten xoắn ốc định hướng cao, bốn camera truyền hình và thiết bị mở rộng đặc biệt để đâm vào lòng đất nhằm xác định mật độ và cơ tính của đất Mặt trăng.
Xe tự hành Lunokhod cũng được trang bị máy đo phổ tia X, kính viễn vọng tia X, máy dò tia vũ trụ, và thiết bị laser. Xe tự hành được cấp năng lượng nhờ pin có thể sạc lại vào ban ngày nhờ các tấm pin năng lượng mặt trời được gắn ở mặt dưới của nắp lồi. Vào ban đêm, chiếc nắp lồi được đóng lạo và nguồn nhiệt từ chất đồng vị phóng xạ polonium-210 sẽ đảm bảo duy trì nhiệt độ làm việc cho các bộ phận xe tự hành.
Xe tự hành Lunokhod  cao 135 cm (4 ft 5 in) nặng 840 kg (1,850 lb). Nó dài khoảng 170 cm (5 ft 7 in) rộng 160 cm (4 ft 11 in) và có tám bánh dẫn động chủ động với động cơ và phanh. Xe tự hành hoạt động ở hai tốc độ là 1 và 2 km/h (0,6 và 1,2 mph).

#### Tải trọng
Xe tự hành mang theo camera (hai camera truyền hình và bốn camera toàn cảnh), máy đo phổ tia X RIFMA, kính quan sát phổ tia X quang RT-1, máy đo quãng đường di chuyển của xe tự hành/đo sức bền vật liệu PrOP, máy dò bức xạ RV-2N, thiết bị phản xạ laser TL.

## Lunokhod 2
Lunokhod 2 (ký hiệu 8ЕЛ№204) là xe tự hành thứ hai hạ cánh lên Mặt trăng, và có nhiều cải tiến so với Lunokhod 1. Tàu vũ trụ mang theo Lunokhod 2 được phóng lên quỹ đạo ngày 8 tháng 1 năm 1973, bay theo quỹ đạo chuyển tiếp lên Mặt trăng. Ngày 12 tháng 1 năm 1973, Luna 21 đã đến quỹ đạo quanh Mặt trăng.
Tàu Luna 21 có nhiệm vụ hạ cánh lên bề mặt Mặt trăng mang theo xe tự hành Lunokhod 2. Nhiệm vụ của sứ mệnh là chụp ảnh bề mặt Mặt trăng, kiểm tra mức độ ánh sáng môi trường để xác định tính khả thi của các quan sát thiên văn từ Mặt Trăng, thực hiện các thí nghiệm khác nhau về tia laser từ Trái Đất, quan sát tia X mặt trời, đo từ trường và nghiên cứu tính chất cơ học của vật liệu bề mặt Mặt trăng.
Luna 21 hạ cánh xuống bề mặt Mặt trăng vào ngày 15 tháng 1 năm 1973 lúc 23:35 UT tại vị trí miệng núi lửa Le Monnier (25,85 độ N, 30,45 độ E).
Sau khi hạ cánh, Lunokhod 2 đã chụp ảnh truyền hình về khu vực xung quanh vị trí tàu đổ bộ, sau đó lăn khỏi tàu đổ bộ và bắt đầu đi trên bề mặt Mặt trăng lúc 01:14 UT ngày 1973-01-16. Sau đó, nó chụp ảnh tàu đổ bộ và bãi đáp.

### Mô tả
Xe tự hành Lunokhod 2 được trang bị ba camera truyền hình quét chậm, một camera được gắn cao trên xe tự hành để điều hướng, có thể trả lại hình ảnh có độ phân giải cao ở các tốc độ khác nhau — 3,2, 5,7, 10,9 hoặc 21,1 giây mỗi khung hình. Những hình ảnh này đã được gửi về nhóm điều khiển xe tự hành gồm 5 người trên Trái đất. Xe tự hành được trang bị bốn camera toàn cảnh.
Nguồn điện cho xe được cung cấp bởi một tấm pin năng lượng mặt trời ở bên trong nắp lồi có bản lề tròn bao phủ khoang thiết bị, sẽ sạc pin khi mở ra. Xe sử dụng nguồn nhiệt từ bức xạ polonium-210 để giữ ấm vào ban đêm cho thiết bị trong xe tự hành giống như Lunokhod 1.
Các thiết bị khoa học bao gồm một máy kiểm tra cơ học đất, máy thí nghiệm tia X, một máy đo quang phổ thiên văn để đo mức độ ánh sáng nhìn thấy và tia cực tím, một từ kế được lắp ở phía trước của máy quay trên đầu của một cần dài 2,5 m (8 ft 2 in), một máy đo bức xạ, một bộ tách sóng quang (Rubin-1) cho các thí nghiệm phát hiện tia laser và một bộ phản xạ góc laser do Pháp cung cấp

## Lunokhod 3

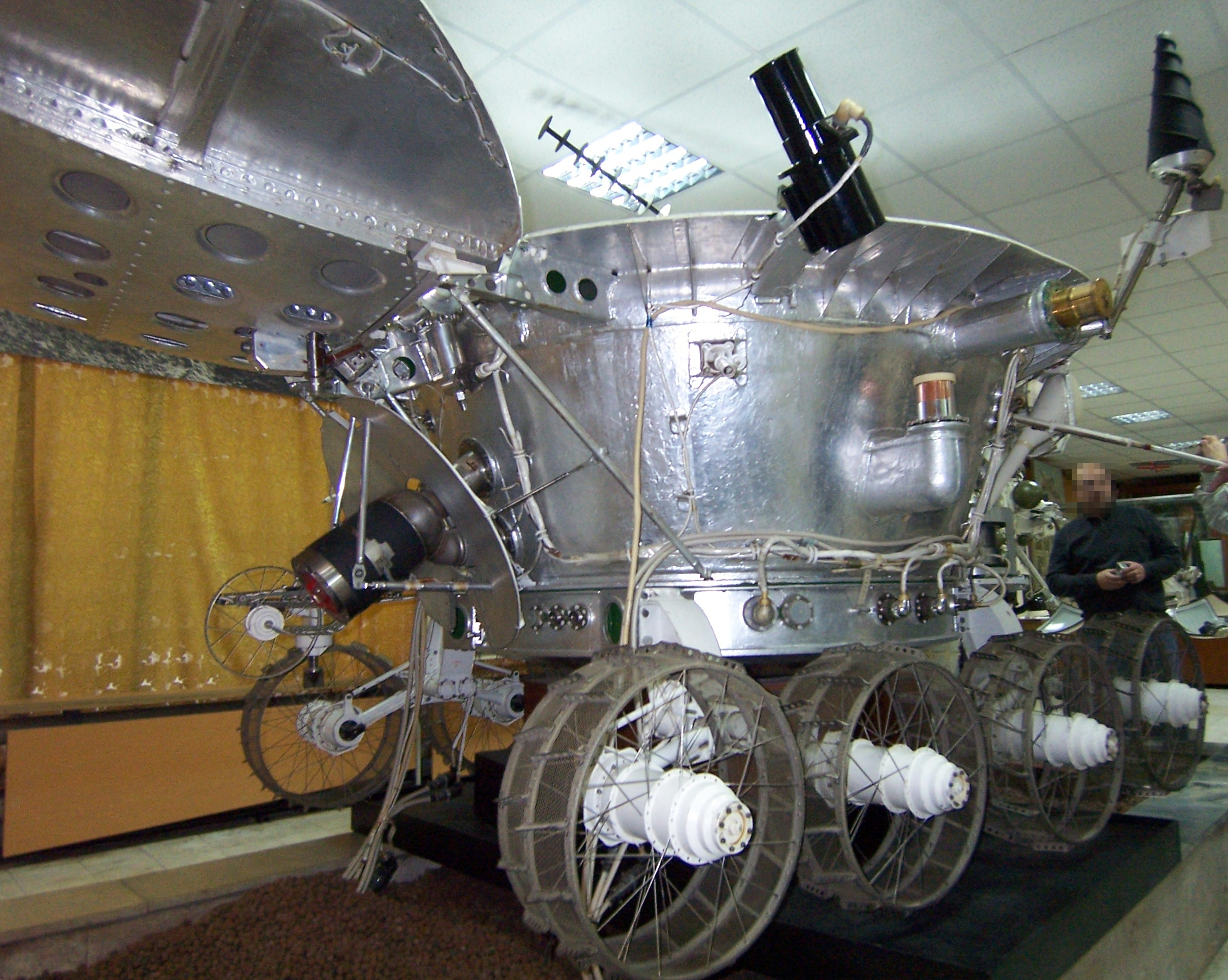
Lunokhod 3 (nhìn từ bên cạnh)

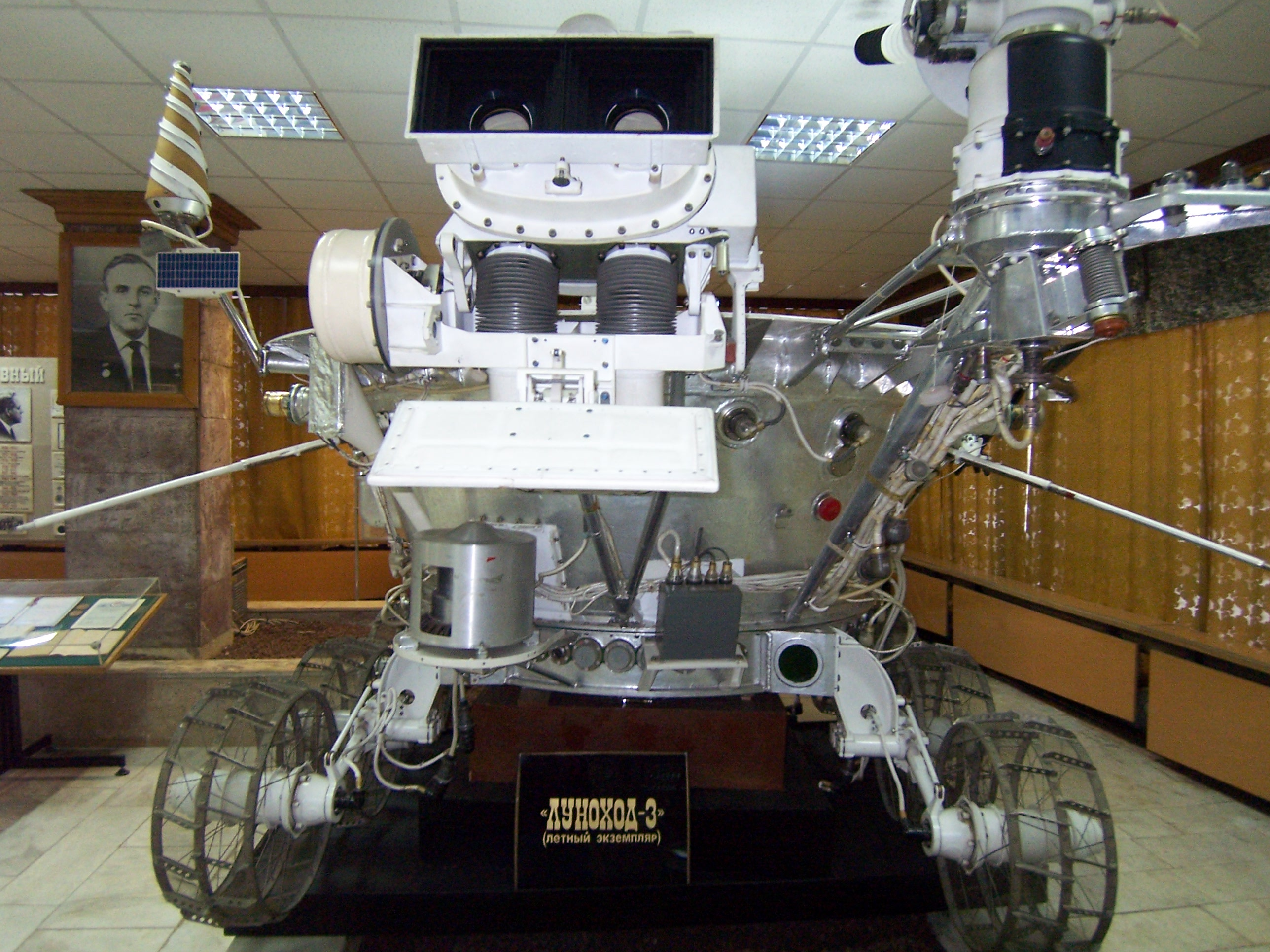
Lunokhod 3 (nhìn từ phía trước)

Lunokhod 3 (vehicle 8ЕЛ№205) dự kiến hạ cánh xuống bề mặt Mặt trăng vào năm 1977 cùng với tàu đổ bộ Luna 25, nhưng do thiếu nguồn vốn ngân sách dành cho chương trình, nó đã bị hủy bỏ. Hiện nay Lunokhod 3 đang được trưng bày tại bảo tàng của Viện thiết kế Lavochkin.

## Kết quả thám hiểm Mặt trăng
Trong 322 ngày hoạt động trên Mặt trăng, Lunokhod 1 đã di chuyển được 10,5 km (6,5 dặm) và truyền về Trái đất hơn 20.000 hình ảnh truyền hình và 206 ảnh panorama độ phân giải cao. Ngoài ra, nó thực hiện 25 lần phân tích đất đá Mặt trăng bằng máy quang phổ huỳnh quang tia X RIFMA và sử dụng mũi khoan xuyên thấu tại 500 điểm khác nhau trên bề mặt Mặt trăng.
Lunokhod 2 hoạt động trong khoảng bốn tháng, di chuyển được quãng đường dài 42 km (26 dặm) bao gồm cả các dạng địa hình như cao nguyên và khe rãnh trên bề mặt Mặt trăng. Lunokhod 2 là xe tự hành đã di chuyển được xa nhất tính đến năm 2014. Nó gửi về Trái đất 86 ảnh toàn cảnh và 80.000 ảnh truyền hình. Lunokhod 2 đã thực hiện nhiều thí nghiệm xác định cơ tính đất đá Mặt trăng, đo khoảng cách bằng laser, và thực hiện nhiều thí nghiệm khác.
Để so sánh, xe tự hành có cùng kích thước của NASA Mars Exploration Rovers, Spirit và Opportunity có quãng đường di chuyển tổng cộng tính đến tháng 1 năm 2009 sau 5 năm đáp xuống bề mặt sao Hỏa, là 21 km (13 dặm) truyền về Trái đất 125,000 ảnh.

## Di sản Chernobyl
Theo như bộ phim tài liệu của Pháp có tựa đề Tank on the Moon, thiết kế Lunokhod đã được nhắc lại khi thảm họa hạt nhân Chernobyl xảy ra ngày 26 tháng 4 năm 1986. Robot điều khiển từ xa của Đông Đức chế tạo do có khối lượng nặng hàng chục tấn nên không thể hoạt động trên các phần còn lại của mái lò phản ứng. Không thể sử dụng lao động con người để xúc các mảnh vỡ vì các ca làm việc được giới hạn trong khoảng thời gian chỉ 90 giây do bức xạ ion hóa cường độ cao.
Nhà thiết kế Lunokhod khi đó đã nghỉ hưu đã được gọi trở lại để thiết kế chiếc xe tự hành thay thế. Ngày 15/7, hai xe tự hành đã được chế tạo, có tên gọi STR-1, và gửi đến khu vực xảy ra thảm họa Chernobyl, giúp dọn sạch các mảnh vỡ có chứa phóng xạ. Vì thành tích này mà nhà thiết kế Alexander Kemurdzhianđã được tặng thưởng. Do có độ phóng xạ cực cao, nên cả hai robot STR-1 đều bị hỏng sau đó, và một lần nữa người ta phải sử dụng công nhân con người để dọn dẹp.

## Vị trí

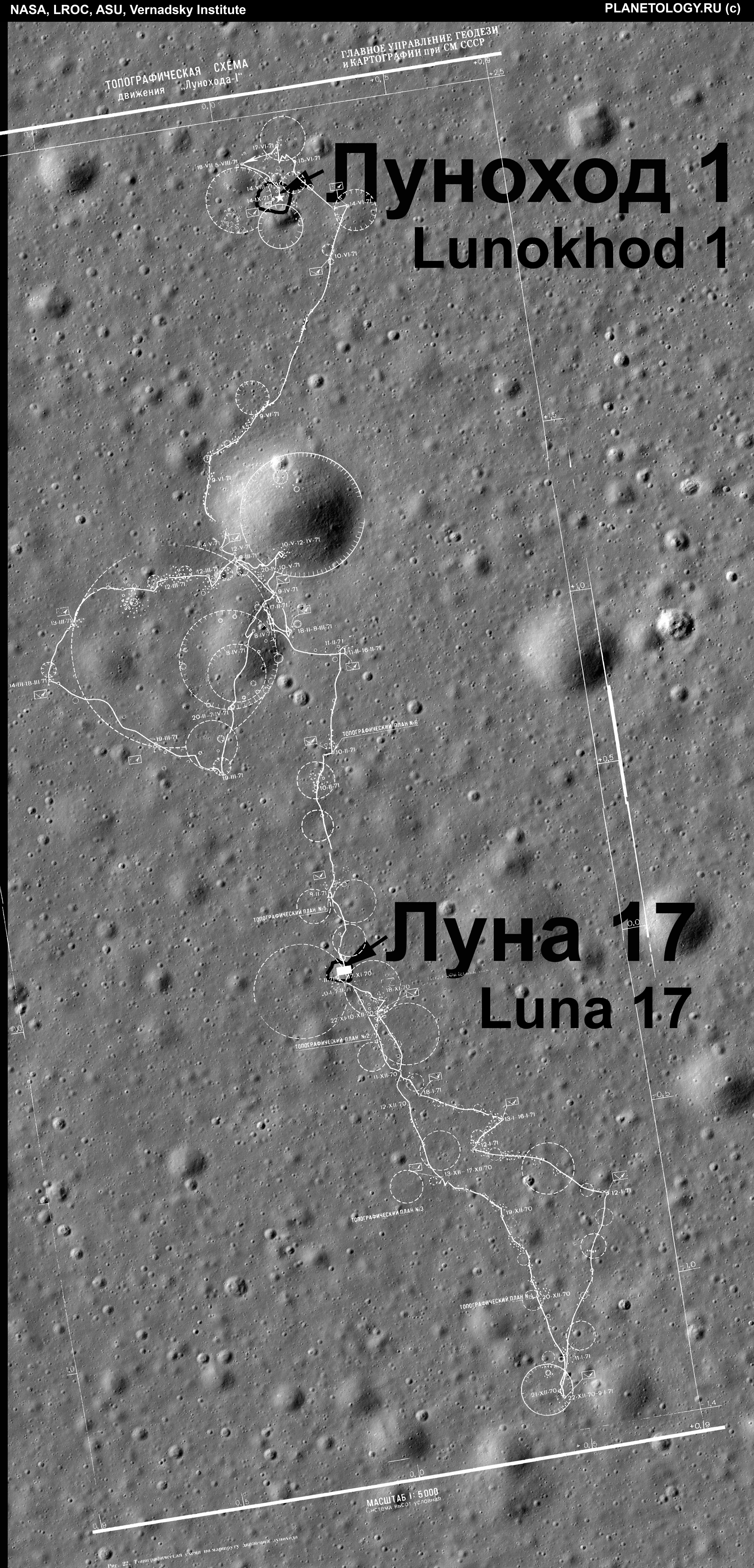
Tàu đổ bộ Luna 17 và robot tự hành Lunokhod 1, ảnh chụp bởi vệ tinh LRO

Cho đến năm 2010, vị trí cuối cùng của Lunokhod 1 được xác định trong khoảng một vùng rộng khoảng vài kilomet vuông. Thí nghiệm xác định khoảng cách bằng tia Laser đã thất bại trong việc xác định tín hiệu phản xạ lại từ bộ phản xạ laser gắn trên Lunokhod kể từ những năm thập kỷ 70. Vào ngày 17 tháng 3 năm 2010, Albert Abdrakhimov đã tìm thấy cả tàu đổ bộ và xe tự hành trong bức ảnh chụp ký hiệu M114185541RC của vệ tinh chụp ảnh từ quỹ đạo Mặt trăng. Ngày 22 tháng 4, Tom Murphy và Russet McMillan tại đài quan sát Apache Point đã phát hiện được bộ phận phản xạ của robor nhờ kính thiên văn đo khoảng cách bằng tia laser.
Lunokhod 2 được phát hiện nhờ thí nghiệm xác định khoảng cách đến Mặt trăng bằng Laser. Quyền sở hữu robot tự hành Lunokhod 2 và tàu đổ bộ Luna 21 đã được Viện Lavochkin bán cho Richard Garriott với giá 68,500 đô la Mỹvaò tháng 12 năm 1993 tại phiên đấu giá của Sotheby, New York.